# Gobierno del Estado de Michoacán
El Gobierno del Estado de Michoacán de Ocampo es la entidad encargada de la administración pública y el desarrollo de políticas en el estado de Michoacán, México. Tiene su sede oficial en la ciudad de Morelia, capital estatal. 

## Fundación del Estado de Michoacán
Michoacán se constituyó como estado libre y soberano el 22 de diciembre de 1823. Posteriormente, el 6 de abril de 1825, se instaló el Congreso Constituyente del estado, y el 19 de julio de ese mismo año se promulgó la primera Constitución Política del Estado Libre y Federado de Michoacán. El primer gobernador en funciones fue Antonio de Castro, quien asumió el cargo el 6 de octubre de 1825.

## Estructura del Gobierno Estatal
El Poder ejecutivo de Michoacán está encabezado por el gobernador, quien es elegido por sufragio universal y voto directo para un periodo de seis años sin posibilidad de reelección. El gobernador actual, en funciones desde el 1 de octubre de 2021, es Alfredo Ramírez Bedolla.
Para la gestión y administración de las diversas áreas de competencia, el gobierno estatal cuenta con un conjunto de secretarías y dependencias. A continuación, se presentan algunas de las principales:
| Dependencia                                 | Titular Actual              | Teléfono        | Página Web                 |
| ------------------------------------------- | --------------------------- | --------------- | -------------------------- |
| Secretaría de Gobierno (SEGOB)              | Carlos Torres Piña          | (443) 313-01-75 | segob.michoacan.gob.mx     |
| Secretaría de Educación (SEE)               | Gabriela Molina Aguilar     | (443) 316-27-05 | educacion.michoacan.gob.mx |
| Secretaría de Salud (SSM)                   | Lázaro Córtes Rangel        | (443) 312-03-20 | salud.michoacan.gob.mx     |
| Secretaría de Seguridad Pública (SSP)       | Juan Carlos Oseguera Cortés | (443) 322-90-00 | ssp.michoacan.gob.mx       |
| Secretaría de Desarrollo Económico (SEDECO) | Claudio Méndez Fernández    | (443) 113-45-00 | sedeco.michoacan.gob.mx    |
| Secretaría de Turismo (SECTUR)              | Roberto Monroy García       | (443) 310-88-00 | sectur.michoacan.gob.mx    |

### Dependencias Destacadas
- Secretaría de Educación del Estado de Michoacán (SEE): Encargada de administrar, coordinar y regular los servicios educativos en la entidad. Su historia se vincula a diversos procesos de centralización y descentralización educativa que han configurado el sistema actual.

- Secretaría de Cultura de Michoacán (SECUM): Responsable de preservar, fomentar y difundir la cultura en el estado. Opera diversos espacios culturales, como museos y centros culturales, e impulsa actividades artísticas y educativas.

- Universidad Virtual del Estado de Michoacán (UNIVIM): Institución de educación superior pública especializada en la modalidad en línea. Fue creada en 2011 con el fin de ampliar la oferta educativa en el estado y ofrece desde licenciaturas hasta doctorados.

Estas dependencias, junto con muchas otras, conforman la estructura gubernamental que trabaja para el desarrollo y el bienestar de Michoacán y sus habitantes.